# Castellers de la Roca
Els Castellers de la Roca van ser una colla castellera de La Roca del Vallès, Vallès Oriental, fundada l'any 1974. Apadrinada pels Castellers de Barcelona, colla a la qual també estava molt vinculada, van ser la primera agrupació castellera de la seva comarca. Durant les seves primeres actuacions, van utilitzar camisa vermella, canviant-la més endavant per una de blava.
Els orígens de la colla es troben en un cardedeuenc que en fer el Servei militar obligatori a Ceuta va conèixer altres catalans que el van introduir al món dels castells. Van arribar a assolir el Pilar de 5, 2 de 6 i el 4 de 6 amb l'agulla com a construccions més destacades. I van actuar a municipis de la seva comarca i també d'altres més llunyans com Vilanova i la Geltrú, Sitges i Begues, on hi van portar castells per primera vegada.